# Port lotniczy Lenkoran
Port lotniczy Lenkoran – port lotniczy położony w Lenkoranie, w Azerbejdżanie.

## Linie lotnicze i połączenia
| Linia lotnicza      | Kierunek                                    |
| ------------------- | ------------------------------------------- |
| Azerbaijan Airlines | Sezonowo: 1. Moskwa-Wnukowo                 |
| Nordwind Airlines   | 1. Moskwa-Szeremietiewo 2. Sankt Petersburg |
| Ural Airlines       | 1. Moskwa-Domodiedowo                       |
| UTair Aviation      | 1. Moskwa-Wnukowo                           |